# Бол (Чад)
Бол (фр. Bol, араб. بول‎) — город в Чаде, административный центр региона Лак и входящего в него департамента Мамди, центр одноимённой подпрефектуры. Население города — более 11 тысяч жителей.
Город расположен на восточном берегу озера Чад, в 500 километрах к юго-востоку от Нджамены. Недалеко от города расположен аэропорт Бол-Берим (длина взлётно-посадочной полосы 800 метров). Это самая короткая полоса среди 9 аэропортов Чада с асфальтированными покрытием (50 аэропортов не имеют твёрдого покрытия полосы)

## Население
| 1993  | 2005   | 2017   |
| ----- | ------ | ------ |
| 7 769 | 10 500 | 11 700 |

По данным переписи населения 2009 года (опубликованным в 2012 году) подпрефектура Бол является 11-й по величине в Чаде по количеству населения — 112 490 человек (57 806 мужчин и 54 684 женщины). В некоторых источниках количеству населения города ошибочно приписываются либо всё население подпрефектуры, либо всё её городское население (например, 35 963 жителя в 2009 году). 
В Боле родилась легкоатлетка Калтума Наджина (р. 1976), чемпионка Африки на дистанциях 200 и 400 метров, участница трёх летних Олимпийских игр.

## Климат
| Показатель                                  | Янв. | Фев. | Март | Апр. | Май  | Июнь | Июль | Авг. | Сен. | Окт. | Нояб. | Дек. | Год  |
| ------------------------------------------- | ---- | ---- | ---- | ---- | ---- | ---- | ---- | ---- | ---- | ---- | ----- | ---- | ---- |
| Средний суточный максимум, °C               | 30,2 | 33,9 | 37,2 | 39,8 | 39,1 | 37,8 | 34,0 | 32,3 | 34,4 | 37,1 | 34,3  | 31,5 | 35,1 |
| Средняя температура, °C                     | 21,5 | 24,9 | 28,2 | 31,5 | 31,8 | 31,3 | 28,9 | 27,5 | 28,6 | 29,2 | 25,7  | 22,6 | 30,0 |
| Средний суточный минимум, °C                | 12,9 | 15,9 | 19,3 | 23,2 | 24,5 | 24,8 | 23,9 | 22,8 | 22,9 | 21,4 | 17,1  | 13,8 | 20,2 |
| Норма осадков, мм                           | 0    | 0    | 0    | 1    | 6    | 18   | 80   | 136  | 38   | 4    | 0     | 0    | 283  |
| Температура воды, °C                        | 0    | 0    | 0    | 0    | 5    | 13   | 68   | 128  | 46   | 3    | 0     | 0    | 22   |
| Источник: Climate Data for cities Worldwide |      |      |      |      |      |      |      |      |      |      |       |      |      |